# Boleslas II le Chauve
Pour les articles homonymes, voir Boleslas et Boleslas II.
Boleslas II le Chauve (en polonais Bolesław II Łysy), appelé aussi Boleslas II Rogatka (Bolesław II Rogatka), né entre 1220 et 1225, et mort le 26 décembre 1278, est un prince polonais de la dynastie des Piast, fils d’Henri II le Pieux et d’Anne de Bohême. Issu de la branche aînée des Piast régnant la Silésie depuis 1138, il succéda à son père en tant que duc de Silésie en 1241. Après une division du duché en 1248, il fut le premier duc de Liegnitz jusqu'à sa mort.

## Biographie
Boleslas II est le fils aîné d’Henri II le Pieux, duc de Silésie, duc de Grande-Pologne et princeps de Pologne à partir de 1238, et de son épouse Anne, fille du roi Ottokar Ier. Ses frères cadets ont été Mieszko de Lubusz († 1242), Henri III le Blanc († 1266), duc de Wrocław, Conrad II de Głogów († 1273/1274) et Ladislas († 1270). Leur père a été tué à la bataille de Legnica contre les forces de la Horde d'or sous le khan Batu, le 9 avril 1241.
Après la mort de Henri II, les Piast de Silésie ne parviennent à conserver la suprématie sur le royaume de Pologne. Boleslas II n'a réussi à s'affirmer sur le trône à Cracovie plus de quelques mois et c'est son cousin le duc Conrad Ier qui lui succède comme souverain de Pologne. Lui-même, il ne devenait que duc de Silésie à Wrocław, conjointment avec ses frères encore mineurs.
À partir de 1247, sur l'insistance de la noblesse locale, il a dû partager le pouvoir avec son frère cadet Henri III le Blanc, alors que Conrad II et Ladislas sont destinés à poursuivre une carrière ecclésiastique. En 1248, après la partition de la Basse-Silésie, il ne conserve que le nouveau duché de Liegnitz, lorsque Henri a reçu la partie centrale autour de la résidence de Wrocław. L’année suivante, Boleslas cède le pays de Lubusz plus au nord-ouest, patrimoine de son frère défunt Mieszko, à l’archevêque de Magdebourg et la région passe alors sous la domination de la marche de Brandebourg. En échange, il obtient le soutien des princes allemands dans le conflit croissant qui l’oppose à ses frères. En 1251, toutefois, il est forcé d'abandonner les domaines de Głogów à Conrad II.
En voie d'être abandonné par tout le monde, à la suite d'un assaut donné contre Thomas (en), l’évêque de Wrocław, sa position s’affaiblit vis-à-vis de l’Église et il recherche de l’aide auprès de l’aristocratie allemande, ce qui lui vaut de perdre la confiance de la noblesse polonaise. À partir de 1277, il devient également duc de Środa Śląska.

## Mariages et ascendance
En 1242, Boleslas épouse Edwige († 1259), fille du prince Henri Ier d'Anhalt. Ils eurent 8 enfants:
- Agnès (vers 1243-1250 – morte 13 mars 1265), mariée vers 1260-1264 au comte Ulrich Ier de Wurtemberg ;
- Henri V le Gros (vers 1248 – mort le 22 février 1296), duc de Liegnitz ;
- Edwige (vers 1250-1255 – après 1280), mariée vers 1265-1270 à Conrad II de Czersk, duc de Mazovie ;
- Bolko Ier (vers 1252-1256 – mort le 9 novembre 1301), duc de Świdnica ;
- Bernard l’Adroit (vers 1253-1257 – mort le 25 avril 1286), duc de Lwówek ;
- Un fils (Conrad ? mort jeune) ;
- Anne (vers 1255 – après 1270), abbesse de Trzebnica ;
- Élisabeth (vers 1259 – après 1268), mariée en 1268 à Louis de Hakeborn.

En 1261, Boleslas épouse en secondes noces Euphémie (également appelée Alenta ou Iolanta ou Adelheid), fille de Sambor II, duc de Poméranie. Ils auraient eu une fille, Catherine (morte jeune vers 1270).
À partir de 1270, le duc commence ouvertement à vivre avec sa maîtresse Sophie de Dyhrn, qui lui donne un fils, Jarosław (mort en bas âge). En 1275, malade et profondément offensée par l'affaire de son mari, Euphémie retourne en Poméranie. Le mariage est de fait annulé. En 1277 Boleslas épouse sa maîtresse. Cependant, l'union ne dure que quelques mois, jusqu'à la mort du duc en 1278.